# Reação de Vilsmeier-Haack
A reação de Vilsmeier-Haack , ou simplesmente  reação de Vilsmeier, ocorre entre uma amida substituída  com oxicloreto de fósforo e um anel aromático rico em elétrons para produzir um aldeído aromático ou cetona. A reação foi nomeada de acordo com o trabalho de Anton Vilsmeier e Albrecht Haack. 
Um exemplo é a reação da  benzanilida e dimetilanilina com oxicloreto de fósforo para produzir uma diaril cetona assimétrica. Da mesma forma, o antraceno é formilado (transferência de HC=O) na posição 9. A reação do antraceno com N-metilformanilida, também usando oxicloreto de fósforo, fornece 9-antracenocarboxaldeído:

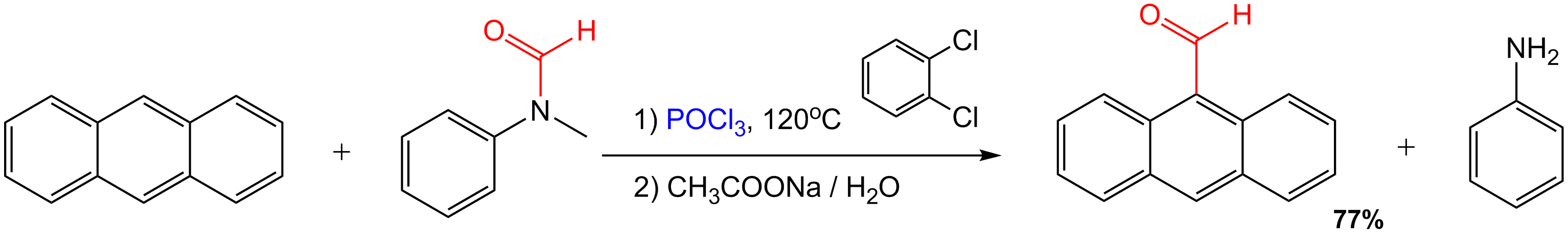
exemplo da reação de Vilsmeier

## Mecanismo de reação
A reação da amida substituída com oxicloreto de fósforo fornece um íon cloroimônio substituído (2), também chamado de reagente de Vilsmeier. O produto inicial é um íon imínio (4b), que é hidrolisado na cetona ou aldeído correspondente durante o processamento.

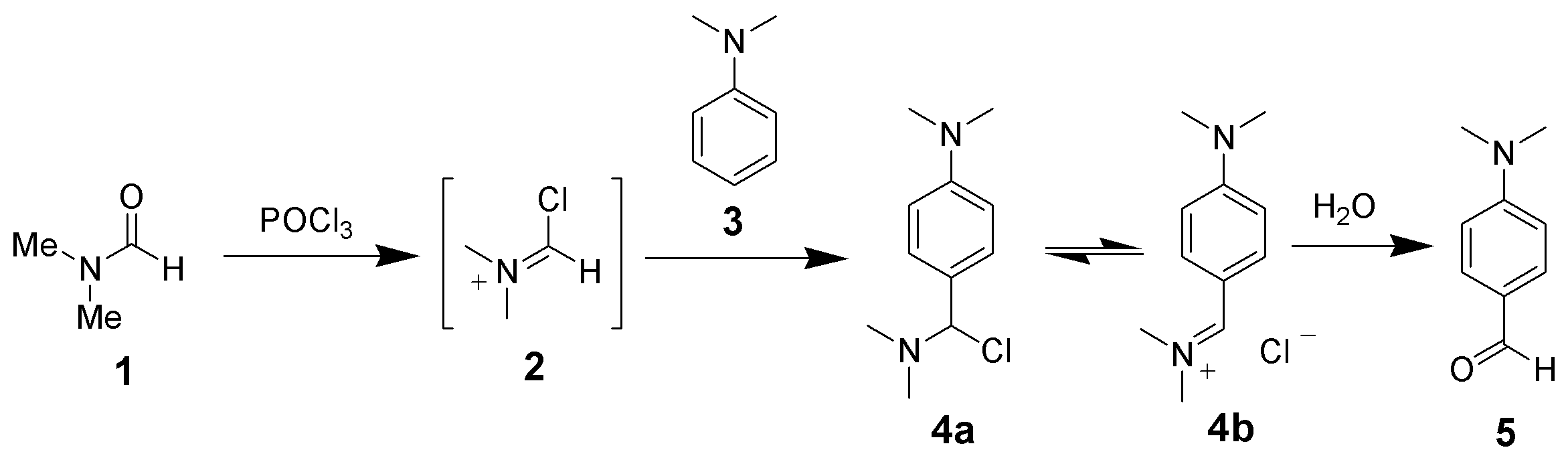
mecanismo da reação de Vilsmeier Haack